# Danh sách phố ma tại Alabama
Đây là danh sách chưa hoàn chỉnh các phố ma tại tiểu bang Alabama, Hoa Kỳ
Danh sách này có thể bao gồm những nơi khác nhau với nhiều tình trạng khác nhau, thí dụ như bị bỏ hoang hay không được sửa sang. Có một số nơi không còn dấu vết văn minh, có nơi biến đổi trở lại thành các đồng hoang hay đồng cỏ. Có những nơi không có người ở nhưng vẫn còn các tòa nhà tồn tại. Một số nơi có thể có cư dân tuy tuy rất ít so với trong quá khứ.

## Danh sách
| Tên thị trấn        | Tên khác                                                                  | Quận                | Thành lập      | Giải thể       | Hiện trạng        | Ghi chú                                               |
| ------------------- | ------------------------------------------------------------------------- | ------------------- | -------------- | -------------- | ----------------- | ----------------------------------------------------- |
| Arbachoochee        |                                                                           | Cleburne            | thập niên 1830 |                | Nơi bỏ hoang      | thị trấn đào vàng xưa.                                |
| Barnsville          |                                                                           |                     |                |                |                   |                                                       |
| Arcola              |                                                                           | Hale                |                |                |                   | Khởi đầu là 1 làng người Pháp.                        |
| Barnsville          | Bam Bridge, Bambridge                                                     | Colbert, Lauderdale | 1819           | thập niên 1840 |                   | Dưới hồ Wilson.                                       |
| Barnsville          |                                                                           | Marion              |                |                |                   |                                                       |
| Battelle            |                                                                           | DeKalb              |                |                | Nơi bỏ phế        |                                                       |
| Beaver Mills        |                                                                           | Mobile              |                |                |                   |                                                       |
| Bellefonte          |                                                                           |                     |                |                | Nơi bỏ phế        |                                                       |
| Blakeley            |                                                                           | Baldwin             | 1813           |                |                   | Xưa là quận lỵ của quận Mobile.                       |
| Blanche             |                                                                           |                     |                |                | Barren            |                                                       |
| Bluff City          | Bluff, Monroe                                                             | Morgan              | 1818           | 1881           |                   |                                                       |
| Boston              |                                                                           | Franklin            |                |                |                   |                                                       |
| Broomtown           |                                                                           |                     |                |                | Barren            |                                                       |
| Cahaba              |                                                                           | Dallas              | 1819           | 1865           |                   | thủ phủ đầu tiên của tiểu bang Alabama, từ 1820-1826. |
| Centerdale          |                                                                           | Morgan              |                |                |                   |                                                       |
| Chulafinnee Placers |                                                                           | Cleburne            | 1835           | thập niên 1840 |                   |                                                       |
| Claiborne           |                                                                           | Monroe              | 1811           |                |                   |                                                       |
| Dumphries           |                                                                           | Washington          | 1819           | 1839           |                   |                                                       |
| Erie                |                                                                           | Hale                | 1819           | 1855           |                   | Xưa là quận lỵ của quận Hale.                         |
| Failetown           |                                                                           |                     |                |                |                   |                                                       |
| Finchburg           | Finchburgh, Finchberg                                                     | Monroe              |                |                |                   |                                                       |
| Forney              |                                                                           |                     |                |                |                   |                                                       |
| Fort Gaines         |                                                                           | Mobile              |                |                |                   | đồn phòng thủ trên vịnh Mobile.                       |
| Fort McClellan      |                                                                           | Calhoun             |                |                |                   | Xưa là căn cứ lục quân nằm bên ngoài Anniston.        |
| Fort Morgan         |                                                                           | Baldwin             |                |                |                   | đồn phòng thủ trên vịnh Mobile.                       |
| Gold Log Mine       |                                                                           | Talladega           |                |                |                   | Khu trại đào vàng xưa.                                |
| Houston             |                                                                           | Winston             |                |                | Cộng đồng lịch sử | Xưa là quận lỵ của quận Winston.                      |
| Louina              |                                                                           |                     |                |                |                   |                                                       |
| Manasco             |                                                                           | Walker              |                |                |                   |                                                       |
| Massillon           |                                                                           | Dallas              |                |                |                   |                                                       |
| Montezuma           | Covington Courthouse                                                      | Covington           |                |                |                   | quận lỵ đầu của quận Covington.                       |
| Morgan Stream       |                                                                           |                     |                |                |                   |                                                       |
| Nottingham          | Jones Camp Ground                                                         | Talladega           | thập niên 1880 | 1895           |                   | thị trấn làm thép.                                    |
| Odena               | Shirtee Plantation, Odena Plantation                                      | Talladega           |                |                | nơi cằn cỗi       |                                                       |
| Old Ramer           |                                                                           | Montgomery          | 1850           | 1895           |                   |                                                       |
| Pansey              |                                                                           | Houston             |                |                |                   |                                                       |
| Prairie Bluff       |                                                                           |                     |                |                |                   |                                                       |
| Rockcastle          | Davis Creek                                                               | Tuscaloosa          |                |                |                   |                                                       |
| Rock Run            |                                                                           |                     |                |                |                   |                                                       |
| St. Stephens        |                                                                           | Washington          |                |                |                   | thủ phủ đầu tiên của Lãnh thổ Alabama.                |
| Stanton             |                                                                           | Chilton             |                |                |                   |                                                       |
| Valhermoso Springs  | Chunn Springs, Manning Springs, Valhermosa Springs, White Sulpher Springs | Morgan              |                |                |                   | Trước kia là khu vui chơi nghỉ dưỡng.                 |
| Vienna              |                                                                           | Pickens             |                |                |                   |                                                       |
| Waldo               |                                                                           | Talladega           |                |                |                   |                                                       |